# WWE Women’s Tag Team Championship
Die WWE Women’s Tag Team Championship (zu deutsch WWE Tag Team Meisterschaft der Frauen) ist ein Wrestling-Titel der US-amerikanischen Promotion World Wrestling Entertainment (WWE). Er ist der einzige Frauen-Tag-Team Titel in der WWE. Der Titel wurde am 14. Januar 2019 eingeführt und wird seit der Einführung in allen WWE Shows verteidigt. Die aktuellen Titelträger  sind Alexa Bliss und Charlotte Flair.

## Geschichte
Während der Raw-Ausgabe vom 24. Dezember 2018 gab der WWE Vorsitzende Vince McMahon bekannt, dass 2019 eine neue Tag-Team-Meisterschaft für Frauen eingeführt werden soll. Wie bei anderen Titeln, die seit 2016 eingeführt worden sind, trägt die neue Meisterschaft nicht die Abstammungslinie des Vorgängertitels (WWF Women's Tag Team Championship), der zwischen 1983 und 1989 in der WWE ausgefochten wurde.
In der Raw-Episode vom 14. Januar 2019 wurde das Titeldesign von Alexa Bliss in ihrem Segment A Moment of Bliss enthüllt. Nach der Enthüllung kündigte Bliss an, dass die ersten Titelträger am 17. Februar 2019 in einem Elimination Chamber Tag Team-Match, mit drei Teams von Raw und drei Teams von SmackDown, ermittelt werden. Der Titel wird somit bei beiden Brands des Hauptrosters verteidigt.
Die ersten Titelträgerinnen waren seit dem 17. Februar 2019 Sasha Banks und Bayley (The Boss ’n‘ Hug Connection), die bei der Großveranstaltung Elimination Chamber fünf andere Teams besiegen konnten. Nach 49 Tagen gaben sie die Titel bei Wrestlemania 35 an The IIconics (Billie Kay und Peyton Royce) ab.

## Liste der Titelträger
| #  | Titelträger                                          | Nr.     | Tage | Datum              | Ort                          | Veranstaltung                 | Anmerkung |
| -- | ---------------------------------------------------- | ------- | ---- | ------------------ | ---------------------------- | ----------------------------- | --- |
| 1  | Sasha Banks und Bayley (The Boss ’n‘ Hug Connection) | 1       | 49   | 17. Februar 2019   | Houston, Texas               | Elimination Chamber           | Dies war ein Elimination Chamber Match an dem auch die Teams Nia Jax & Tamina, Sonya Deville & Mandy Rose, Naomi & Carmella, Liv Morgan & Sarah Logan sowie auch Billie Kay & Peyton Royce beteiligt waren. |
| 2  | Billie Kay und Peyton Royce (The IIconics)           | 1       | 120  | 7. April 2019      | East Rutherford, New Jersey  | WrestleMania 35               | Dies war ein Fatal 4 Way Tag Team Match an dem auch Nia Jax und Tamina sowie The Divas of Doom Beth Phoenix und Natalya beteiligt waren.                                                                    |
| 3  | Alexa Bliss und Nikki Cross                          | 1       | 62   | 5. August 2019     | Pittsburgh, Pennsylvania     | Raw                           | Dies war ein Fatal 4 Way Elimination Tag Team Match an dem auch Sonya Deville und Mandy Rose sowie The Kabuki Warriors Asuka und Kairi Sane beteiligt waren.                                                |
| 4  | Asuka und Kairi Sane (The Kabuki Warriors)           | 1       | 171  | 6. Oktober 2019    | Sacramento, California       | Hell in a Cell                | |
| 5  | Alexa Bliss und Nikki Cross                          | 2       | 62   | 4. April 2020      | Orlando, Florida             | WrestleMania 36               | |
| 6  | Sasha Banks und Bayley (The Golden Role Models)      | 2       | 86   | 5. Juni 2020       | Orlando, Florida             | SmackDown                     | |
| 7  | Shayna Baszler und Nia Jax                           | 1       | 112  | 30. August 2020    | Orlando, Florida             | Payback                       | |
| 8  | Asuka (2) und Charlotte Flair                        | 1       | 42   | 20. Dezember 2020  | Saint Petersburg, Florida    | TLC: Tables, Ladders & Chairs | |
| 9  | Shayna Baszler und Nia Jax                           | 2       | 103  | 31. Januar 2021    | Saint Petersburg, Florida    | Royal Rumble                  | |
| 10 | Natalya und Tamina                                   | 1       | 129  | 14. Mai 2021       | Tampa, Florida               | SmackDown                     | |
| 11 | Nikki A.S.H. (3) und Rhea Ripley                     | 1       | 63   | 20. September 2021 | Raleigh, North Carolina      | Raw                           | |
| 12 | Carmella und Zelina Vega                             | 1       | 132  | 22. November 2021  | Brooklyn, New York           | Raw                           | |
| 13 | Sasha Banks (3) und Naomi                            | 1       | 47   | 3. April 2022      | Arlington, Texas             | WrestleMania 38               | Dies war ein Fatal 4 Way Tag Team Match an dem auch Rhea Ripley und Liv Morgan sowie Natalya und Shayna Baszler beteiligt waren.                                                                            |
| —  | Titel vakant                                         | —       | 101  | 20. Mai 2022       | Grand Rapids, Michigan       | SmackDown                     | Die Titel wurden aufgrund einer (realen) Suspendierung der Champions für vakant erklärt. |
| 14 | Raquel González und Aliyah                           | 1       | 14   | 29. August 2022    | Pittsburgh, Pennsylvania     | Raw                           | Besiegten Dakota Kai und Iyo Sky in einem Turnierfinale, um die vakanten Titel zu gewinnen. |
| 15 | Dakota Kai und Iyo Sky (Damage CTRL)                 | 1       | 49   | 12. September 2022 | Portland, Oregon             | Raw                           | |
| 16 | Alexa Bliss (3) und Asuka (3)                        | 1       | 5    | 31. Oktober 2022   | Dallas, Texas                | Raw                           | |
| 17 | Dakota Kai und Iyo Sky (Damage CTRL)                 | 2       | 114  | 5. November 2022   | Riad, Saudi-Arabien          | Crown Jewel                   | |
| 18 | Becky Lynch und Lita                                 | 1       | 42   | 27. Februar 2023   | Grand Rapids, Michigan       | Raw                           | |
| 19 | Liv Morgan und Raquel Rodriguez (2)                  | 1       | 39   | 10. April 2023     | Seattle, Washington          | Raw                           | Da Lita wegen einer Verletzung (Kayfabe) ausfiel, trat Becky Lynch stattdessen mit Trish Stratus zur Titelverteidigung an.                                                                                  |
| —  | Titel vakant                                         | —       | 10   | 19. Mai 2023       | Columbia, South Carolina     | SmackDown                     | Die Titel wurden aufgrund einer Verletzung (Kayfabe) von Liv Morgan für vakant erklärt. |
| 20 | Ronda Rousey und Shayna Baszler (3)                  | 1       | 32   | 29. Mai 2023       | Albany, New York             | Raw                           | Besiegten im Turnierfinale Raquel Rodriguez & Shotzi, Bayley & Iyo Sky und Sonya Deville & Chelsea Green um die vakanten Titel zu gewinnen.                                                                 |
| 21 | Liv Morgan und Raquel Rodriguez (3)                  | 2       | 16   | 1. Juli 2023       | London, England              | Money in the Bank             | |
| 22 | Chelsea Green und Sonya Deville/Piper Niven          | 1       | 154  | 17. Juli 2023      | Atlanta, Georgia             | Raw                           | Nach einer Regentschaft von 28 Tagen musste Sonya Deville den Titel, aufgrund einer Verletzung niederlegen. Green benannte Piper Niven als ihre neue Partnerin, weswegen ihr der Titel übergeben wurde.     |
| 23 | Katana Chance und Kayden Carter                      | 1       | 38   | 18. Dezember 2023  | Des Moines, Iowa             | Raw                           | |
| 24 | Asuka (4) und Kairi Sane (The Kabuki Warriors)       | 2       | 98   | 26. Januar 2024    | Miami, Florida               | SmackDown                     | |
| 25 | Bianca Belair und Jade Cargill                       | 1       | 42   | 4. Mai 2024        | Décines-Charpieu, Frankreich | Backlash                      | |
| 26 | Alba Fyre und Isla Dawn (The Unholy Union)           | 1       | 76   | 15. Juni 2024      | Glasgow, Schottland          | Clash at the Castle           | |
| 27 | Bianca Belair und Jade Cargill/Naomi                 | 2       | 177  | 31. August 2024    | Berlin, Deutschland          | Bash in Berlin                | Aufgrund einer Verletzung (Kayfabe) musste Cargill den Titel niederlegen. Belair benannte Naomi als ihre neue Tag-Team-Partnerin.                                                                           |
| 28 | Liv Morgan und Raquel Rodriguez                      | 3 (3,4) | 54   | 24. Februar 2024   | Cincinnati, Ohio             | Raw                           | Als Teil von Judgment Day. |
| 29 | Becky Lynch und Lyra Valkyria                        | 1 (2,1) | <1   | 20. April 2025     | Paradise, Nevada             | WrestleMania 41 Night 2       | Valkyria gewann ursprünglich ein Gauntlet-Match mit Bayley. Diese war jedoch verletzt (Kayfabe), so dass Lynch sie ersetzte.                                                                                |
| 30 | Liv Morgan und Raquel Rodriguez                      | 4 (4,5) | 70   | 21. April 2025     | Paradise, Nevada             | Raw                           | Als Teil von Judgment Day. |
| 31 | Roxanne Perez und Raquel Rodriguez                   | 1 (1,6) | 33   | 30. Juni 2025      | Pittsburgh, Pennsylvania     | Raw                           | Nachdem sich Liv Morgan verletzte, konnte sich Rodriguez eine neue Partnerin wählen. Dies wurde als neue Regentschaft gezählt.                                                                              |
| 32 | Charlotte Flair und Alexa Bliss                      | 1 (2,4) | 7+   | 2. August 2025     | East Rutherford, New Jersey  | SummerSlöam Night 1           | [ 8 ] |

## Regentschaften – absolut

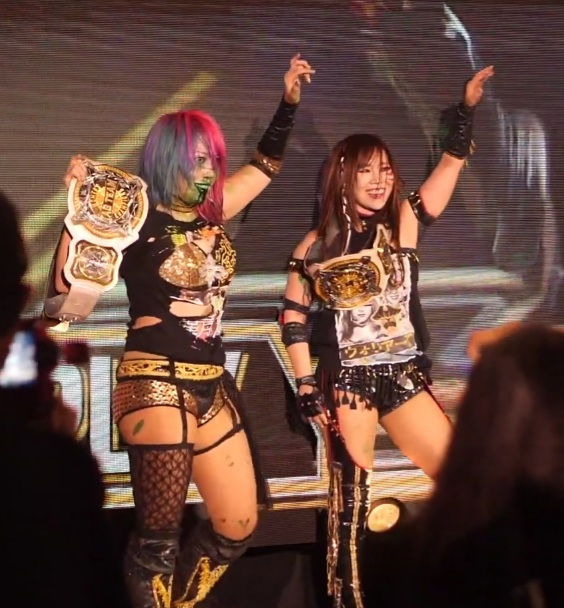
Asuka hielt den Titel viermal für insgesamt 317 Tage und Kairi Sane zweimal für insgesamt 271 Tage.

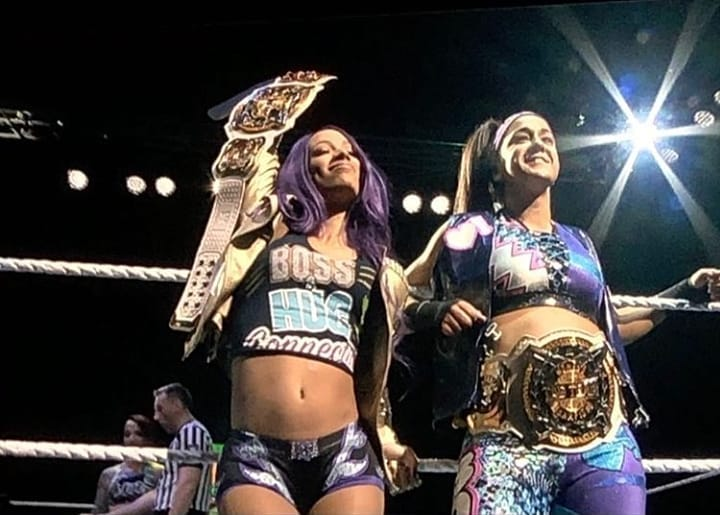
Sasha Banks hielt den Titel dreimal für insgesamt 192 Tage und Bayley zweimal für insgesamt 145 Tage.

| #  | Titelträger      | Nr. | Tage |
| -- | ---------------- | --- | ---- |
| 1  | Asuka            | 4   | 317  |
| 2  | Kairi Sane       | 2   | 271  |
| 3  | Shayna Baszler   | 3   | 247  |
| 4  | Raquel Rodriguez | 5   | 227  |
| 5  | Bianca Belair    | 2   | 219  |
| 6  | Nia Jax          | 2   | 215  |
| 7  | Sasha Banks      | 3   | 192  |
| 8  | Nikki Cross      | 3   | 186  |
| 9  | Liv Morgan       | 4   | 180  |
| 10 | Dakota Kai       | 2   | 163  |
| 10 | Iyo Sky          | 2   | 163  |
| 12 | Chelsea Green    | 1   | 154  |
| 13 | Jade Cargill     | 2   | 146  |
| 14 | Bayley           | 2   | 145  |
| 15 | Carmella         | 1   | 132  |
| 15 | Zelina Vega      | 1   | 132  |
| 17 | Alexa Bliss      | 4   | 134+ |
| 18 | Natalya          | 1   | 129  |
| 18 | Tamina           | 1   | 129  |
| 20 | Piper Niven      | 1   | 126  |
| 21 | Billie Kay       | 1   | 120  |
| 21 | Peyton Royce     | 1   | 120  |
| 21 | Naomi            | 2   | 120  |
| 24 | Alba Fyre        | 1   | 76   |
| 24 | Isla Dawn        | 1   | 76   |
| 26 | Rhea Ripley      | 1   | 63   |
| 27 | Charlotte Flair  | 2   | 49+  |
| 28 | Becky Lynch      | 1   | 43   |
| 29 | Lita             | 1   | 42   |
| 30 | Katana Chance    | 1   | 38   |
| 30 | Kayden Carter    | 1   | 38   |
| 32 | Ronda Rousey     | 1   | 32   |
| 32 | Roxanne Perez    | 1   | 32   |
| 34 | Sonya Deville    | 1   | 28   |
| 35 | Aliyah           | 1   | 14   |
| 3  | Lyra Valkyria    | 1   | <1   |